# 샐림 케치오체

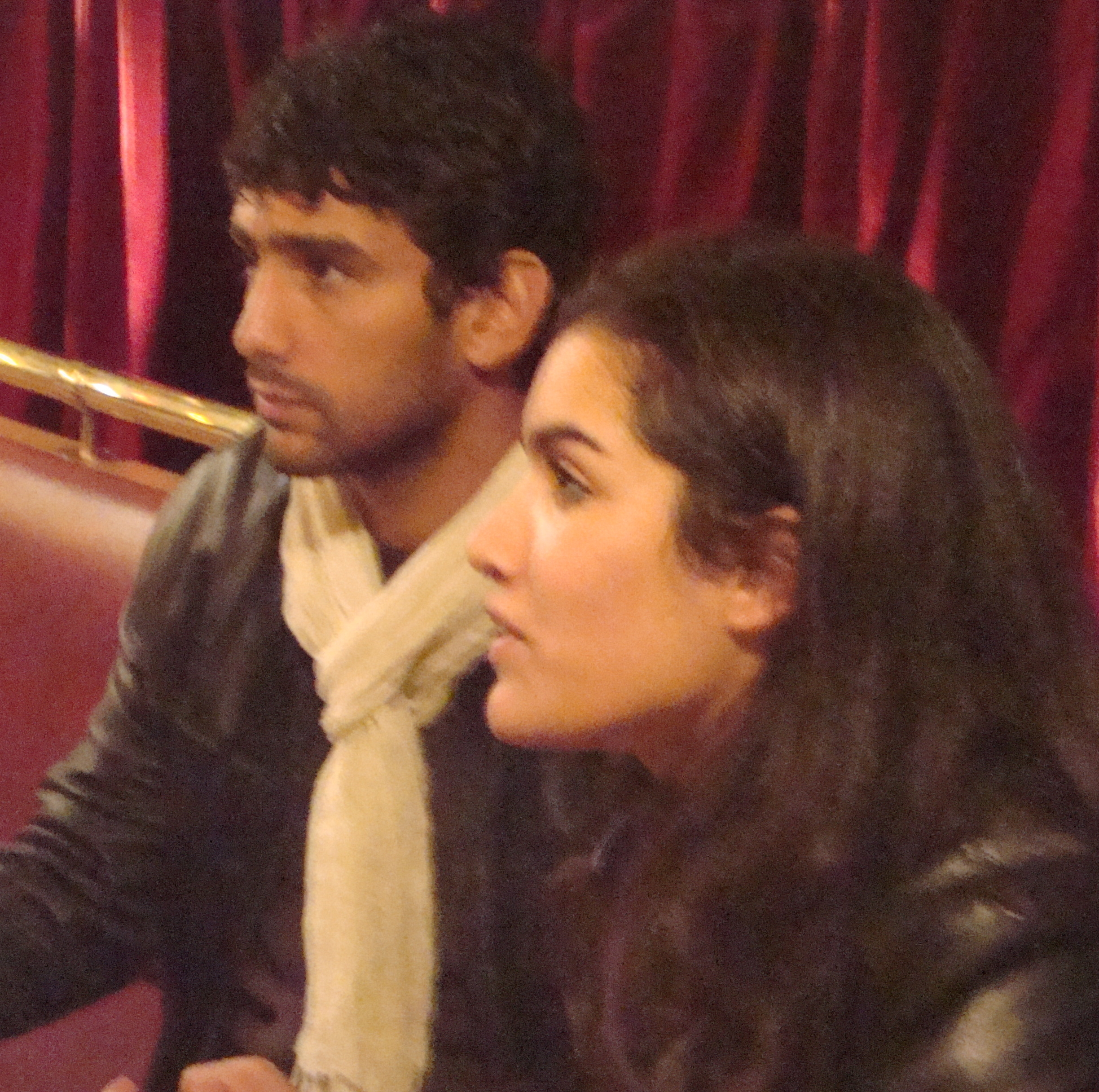

샐림 케치오체(Salim Kechiouche, 1979년 4월 2일 ~ )는 프랑스의 배우, 연극 배우, 영화배우, 모델, 텔레비전 배우이다.
리옹에서 태어났다.

## 영화
- 배틀 오브 레전드 (2019년)
- 이물질: 욕망의 하모니 (2016년)
- 봐유크라시 (2015년)
- 유어 마더! (2015년)
- 에트르 (2014년)
- 파리지엔느프로젝트 (2013년)
- 가장 따뜻한 색, 블루 (2013년) - 사미르 역
- 블랙 리얼리 슈츠 유 (2012년) - 라시드 역
- 더 스트링 (2009년)
- 우리들의 재회 (2007년)
- 그가 떠난 후 (2007년)
- 쓰리 댄싱 슬라브스 (2004년)
- 크리미널 러버 (1999년) - 사이드 역
- 풀 스피드 (1996년)